# Piero di Cosimo

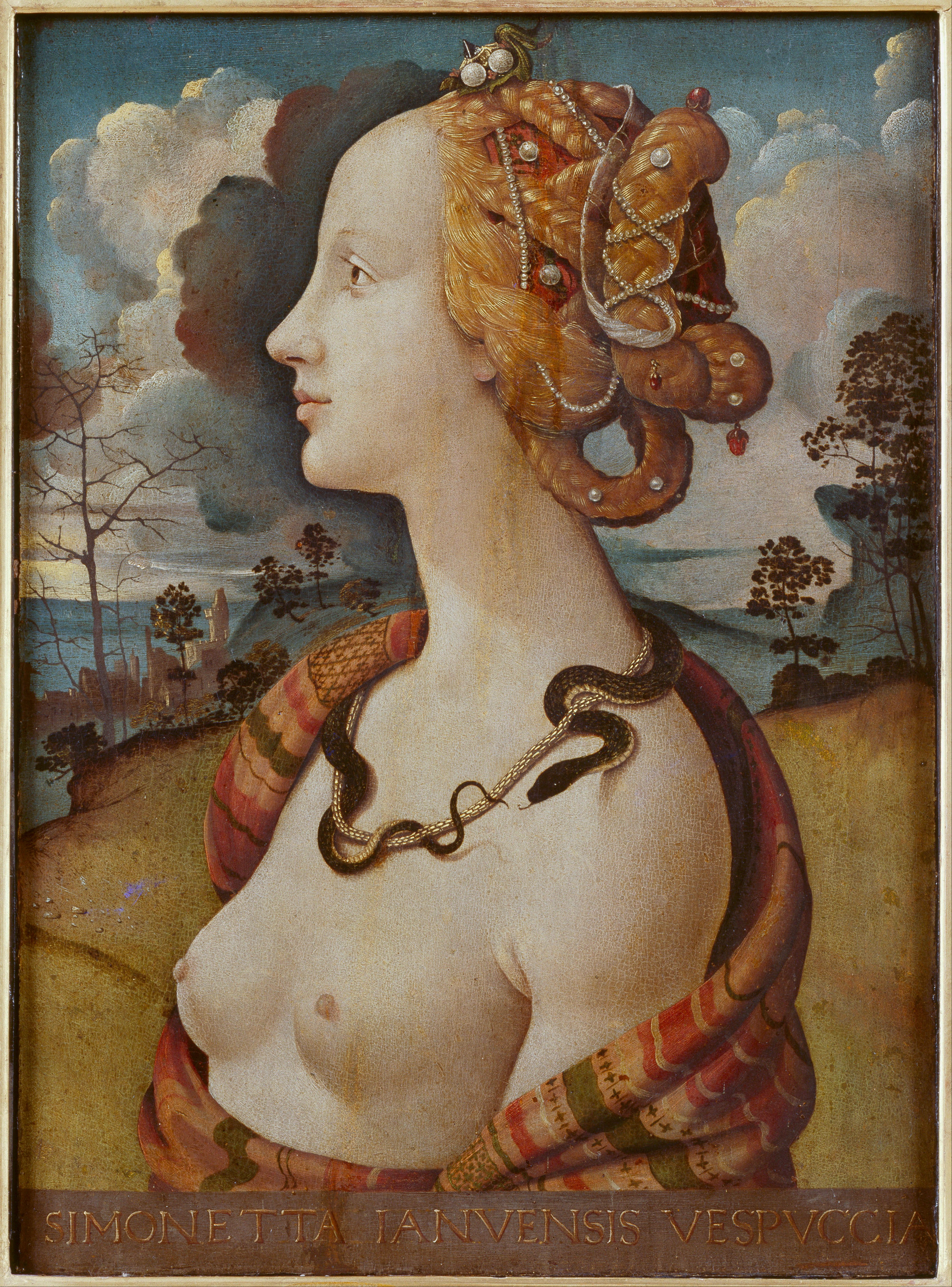
Portret van Simonetta Vespucci als Cleopatra, ca. 1490, Musée Condé

Piero di Cosimo (Florence, 1462 - aldaar, 1522) was een Italiaans kunstschilder uit de hoogrenaissance. 
Piero di Cosimo stamde uit een artistieke familie en trad al op zijn achttiende in de leer bij de studio van Cosimo Rosselli, wiens naam hij aannam en met wie hij in 1481 naar Rome reisde om te assisteren bij het schilderen van de fresco's in de Sixtijnse Kapel. Hij specialiseerde zich later in het beschilderen van (bruids)kisten. Hij stond bekend voor zijn groteske beschilderingen voor het carnaval van Florence. Zo beschilderde hij in 1511 een carnavalswagen met een voorstelling van de dood.
Zijn vroege werk werd vooral beïnvloed door Filippino Lippi. Later werden ook Ghirlandaio en de Zuid-Nederlandse schilders een belangrijk voorbeeld. Tegen het einde van de 15e eeuw ging hij meer in de stijl van Leonardo da Vinci schilderen, met name het kleurgebruik toonde overeenkomsten. Hij schilderde voornamelijk Bijbelse scènes, maar in zijn schilderijen van wereldlijke taferelen schemert het meest een eigen stijl door die soms naar het groteske neigt.
Na Botticelli was hij een van de belangrijkste vertegenwoordigers van de Florentijnse school.

## Werken
- Portret van Giuliano da Sangallo, ca. 1482, olieverf op paneel, 47,5 x 33,5 cm[2]
- Portret van Francesco Giamberti da Sangallo, ca. 1482, olieverf op paneel, 47,5 x 33,5 cm
- Een satyr rouwt om een nimf, ca. 1500, olieverf op paneel
- Het gevecht tussen de Lapithen en de Centauren
- De mythe van Prometheus, ca. 1515

- Bibsys: 90193869
- Biblioteca Nacional de España: XX4833241
- Bibliothèque nationale de France: cb12471280v (data)
- Catàleg d'autoritats de noms i títols de Catalunya: 981058510129606706
- CiNii: DA0405204X
- Digitale Bibliotheek voor de Nederlandse Letteren: cosi007
- Gemeinsame Normdatei: 118792105
- International Standard Name Identifier: 0000 0001 2103 2202
- KulturNav: fae84688-454d-4291-9529-2c7173447fbe
- Library of Congress Control Number: n82210775
- Nationale Bibliotheek van Letland: 000239702
- MusicBrainz: 0630f978-e386-4b1d-8a8b-4e48e2c00f60
- Nationale Bibliotheek van Tsjechië: xx0078922
- Nationale bibliotheek van Australië: 35940991
- Nationale Bibliotheek van Israël: 987007266551705171
- Nationale Bibliotheek van Polen: a0000002495143
- Nederlandse Thesaurus van Auteursnamen: 07094783X
- Réseau des bibliothèques de Suisse occidentale: 02-A000130560
- RKD-Nederlands Instituut voor Kunstgeschiedenis: 63397
- LIBRIS: 286825
- SNAC: w6md09r4
- Système universitaire de documentation: 033902593
- Museum of New Zealand Te Papa Tongarewa: 58330
- Trove: 1156059
- Union List of Artist Names: 500007508
- Virtual International Authority File: 95726685